# BASQUASH!
《BASQUASH!》（バスカッシュ!）是由SATELIGHT所製作的日法合作動畫作品。全26話。

## 故事簡介
舞台位於行星「阿斯達修」(アースダッシュ)。在那裡有種名為「大腳」(big foot)的大型機器人，而在當地相當受到歡迎的機器人籃球運動「BFB」也是駕駛競技型的大腳進行。
故事以住在阿斯達修的羅林古鎮(ローリングタウン)上的少年‧丹為中心所展開。

## 登場角色

### 主角群
丹‧JD（CV：下野紘）
本作的主角，有著驕傲且直率的單純個性，是個有著野性味的懷孩子。以「灌籃假面」（ダンクマスク）的名號和同伴們在街上大鬧。羅林古鎮「欠債王」(共53億)。非常關心妹妹，但她好像不太領情。討厭讓自己妹妹的腳變得再也無法行動，讓她不得不放棄籃球夢。為此希望得到moon passport，帶妹妹上月球治療腳部。痛恨明明無趣卻還是到處擴展的BF。被發現能使出Basquash的閃電球，被詹姆士和蘇拉修肯定為「最接近神的男人」。在故事彼段，與賽拉、魯修組成傳說聯盟的隊伍，與冰人對決。期後因在末日危機中灌籃失敗而感到灰心，後來因見冰人沒放棄而再度振作，決心以BASQUASH拯救世界。
賽拉‧D‧米蘭達（CV：伊藤靜）
本作的女主角之一，雖然是個小麥肌美人，卻有著好勝不肯輸給男人的個性。喜歡強的男人，曾數度說過「想要強的男人的遺傳基因」。人稱「白金疾風」（プラチナの疾風）。出生於富裕家庭的千金小姐，因為母親的死和父親之間的關係形同水火。最終，與自己的籃球教練再遇後明白父親的真正想法。期後，在地底與巨人納比相遇，對他漸漸動情，以為他為救自己而死掉。後來，因他再出現而令她喜極而泣，決心與他一起拯救世界。
冰人．霍提（CV：中村悠一）
BFB選手。是一名冷酷的美型男，身上有著許多謎團。人稱「燃燒的冰凍地獄」（燃える氷結地獄）。在打籃球時會一邊喊著“Destroy!（デストローイ！）”一邊將球用力丟向他人，也因為如此受到了BFB隊伍的除名。實際上，他雖然把球丟出去時都會喊「Destroy」，但實際上都是在傳球，目前唯一接的住他的傳球的只有丹。在遇到丹一行人以前因為被認為無法成為傳說，被普萊斯砍斷了一隻手和一隻腳，現在則以機械義肢代替他所失去的手和腳。於18話中終於使出Basquash的閃電球，擊敗普萊斯後和法爾貢一起前往月球，成為了傳說聯盟的隊伍。
美雪．鮎川（CV：淺野真澄）
丹的青梅竹馬，總一的孫女，有著一身偏黑的肌膚，身材豐滿，性格開朗，是BF技師。十分清楚丹的個性，並在小時候已經喜歡上他，更對他相思相愛。帶領著丹進入BF的世界。在13話，因為魯修對丹動了真情，而丹亦好像很關心她，令美雪隱隱地對魯修產生妒忌心。後來丹在昏迷期間，把他帶到「子彈號」內，無意中啟動了傳說遺跡，最終令丹醒過來。並一起前往月球，見證丹以BASQUASH拯救世界。
可可．JD（CV：花澤香菜）
丹的妹妹，原本是個開朗活潑且擅長打籃球的少女，因為一次跟大腳有關的意外而使她只能以輪椅代步(19集的對話中蘇拉修提到這場意外是月球上的某一派刻意製造的)，個性也變得冷漠。劇中所看到的，網路上有關於丹一行人行動的新聞全部都是她打的，家中的生技似乎也是她利用網路賺錢得以維持的。後來被不知名人士強行帶走，被「Mr.Perfect」所救，並識穿他的身份是詹姆士，後來與蘇拉修前往月球，漸漸意識到他是教自己和哥哥打籃球的人。
弗蘿拉．史凱佛羅姆（CV：釘宮理惠）
尉藍王國王室的公主，在視察各地的途中來到了羅林古鎮。受到BFB的感動而逃出宮，為了隱瞞身分而扮男裝行動。
有著能夠從風中得到訊息的不可思議能力。化名為阿蘭．尼．史密斯(アラン・ネイスミス)，目前與主角等人一同行動。期後她漸漸對丹產生好感，並漸漸地喜歡上他。期後與他一起回到尉藍王國尋找魯修後，本來認為旅程已經完結而想離開，可是因為受到丹的邀請而沒離開，與他一起拯救世界。
剛茨．波加多（CV：津田健次郎）
丹從小認識的朋友，以買賣灌籃假面產品為生意，並會替遙‧格蕾西亞運送球鞋。因為面形好像腳板，所以戀足的她於早期對他有好感。
貝爾．林頓（CV：小林由美子）
丹從小認識的朋友，胖子，非常喜歡吃東西，擅長於電腦。因為坐牢而減肥了不少，更被發現本來是美男子，卻後來又再胖起來。
納比卡（CV：近藤孝行）
通稱「納比」，祖先來自月球，是一名巨人。原先是和同伴在地底下開採月球上也有的稀有礦物ULTIMATIUM，但後來同伴一個接一個逝去，最後只留下他一個人。後在丹的說服之下離開地底，並代替離隊的冰人成為Team Basquash的一員，平常以穿在身上的強化服偽裝成大腳。因救賽拉而失蹤，後來被所詹姆士救，並前往月球，與丹等人一起拯救世界。
斯帕奇（CV：遠藤綾）
丹的頭飾寵物，有著藍綠色的身體，經常與丹吵架，能夠變形成頭盔和面具。名字似乎暗示了「拍擊」的意思。
庫洛娜（CV：小林優）
賽拉的頭飾寵物，有著白色的身體，能夠變形成手套。名字似乎暗示了「爬行」的意思。
那庫利/那切利
冰人的頭飾寵物，是一對藍色身體的雙子，不會說話，能夠變形成眼鏡。名字的意思是指「左邊」和「右邊」。
爺爺（CV：間宮康弘）
弗蘿拉的頭飾寵物，是有著爺爺頭，蝴蝶身體的寵物，能夠變形成蝴蝶結。

### 日食成員(エクリップス)
史特羅（CV：中島愛）
日食的隊長，金髮雙馬尾蘿莉，名字的意思是「香櫞樹」（果實形狀類似檸檬），被充滿破壞性氣息的霍提所吸引。因需駕駛BF而接受了改造手術，後來在未日危機中唱歌，為大家打氣。結局時，在日食解散後獨立發展。
魯修（CV：户松遥）
粉紅髮馬尾，名字的意思是「口紅」，並有「熱情」之意。原本想利用跟丹的假緋聞以及Basquash比賽來炒作人氣，最後卻對丹真的起了好感，是隊中最年長者。需駕駛BF而接受了改造手術。因為長期沒服用改造手術後的藥物而身體承受不了駕駛BF的負荷，被迫回到月球接受治療。希望自己變強而接受強化手術，同時又在不知不覺間被洗腦忘記了有關丹的記憶。後來與丹對決後又把記憶回想過來。後期加入丹的球隊，與冰人、蘇拉修、法爾貢組成的隊伍對決。在未日危機中擔當重要的角色，最後因而受了重傷。
維奧莉特（CV：早見沙織）
藍黑色長髮眼鏡娘，身材是三人中最豐滿的人，常跟史特羅一起起鬨。名字暗示了「紫羅蘭」的意思，並有紫藍色之意。因需駕駛BF而接受了改造手術。後期在未日危機中回到成長的地方RAINBOW BRACE拯救人們，並被法爾貢所救。
楊・哈里斯（CV：野島裕史）
偶像團體日食的經紀人，實際上並不相信傳說的存在。密謀將丹暗殺，後來失敗。期後又想用「傳說子彈」毀減月球，最後以失敗告終。

### 來自月球(穆尼斯)的角色
穆尼斯(月面都市ムーニーズ)是月球其中一個大城市，傳說連賽的舉辦地點，是「月亮之眼」的意思。
哈爾格‧格蕾西亞（CV：大原沙耶香）
從月球來的女性。雖然有著讓美雪和塞拉都目瞪口呆的大胸部(因為月球重力比較低，所以女性的胸部會比EARTHDASH的女性大上許多)，但她卻比較在意選手的「腳」。看上丹等人的資質，便在她一手策劃下讓丹他們到處旅行。
在Basqusah的發展上和詹姆士意見相左。
詹姆士・隆（CV：濱田賢二）
因為擁有稱為「上帝之手和腳」的靈活四肢而得到moon passpost，更被稱呼為「聖人」。同時，他亦是月球上的「體育文化發展委員會」的終身會長，更在「阿斯達修」創立OCB聯賽。喜歡(接近迷戀地步)球體，所以極之喜歡遙的大胸部。小時候已認識青年時期的蘇拉修，而蘇拉修更是他的籃球教練。在故事後期，為救正坐牢的丹而化身成「Mr.Perfect」，最後身份被可可識穿。
蘇拉修・肯茲（CV：皆川純子/小西克幸(青年)）
跟在詹姆士身邊的奇異少年，打籃球的技術十分高超。
實際上是月球的領導者‧亞聖德，也是尉藍王國的國王的兄長，為了迎接傳說到來的瞬間，因此使用了王國秘傳的方法逆轉礦石ULTIMATIUM的力量讓自己從青年回到了少年的容貌，過去也是他在背後推動大腳的研發以及發掘傳說的候選者──像是可可、丹和冰人。
在最終戰中以後補隊員的身分與冰人、法爾貢同隊。
法爾貢・萊特因特（CV：谷山紀章）
冰人的同伴，過去曾經是隊友，後來因為冰人的球技大改而與他拆夥。其後他與另外兩人組隊為「King of King」並參加OCB聯賽，決賽時與「BASQUASH」隊對決敗北。回到UNDERGROUND後與冰人再遇，見證了他使出的閃電球，與他一起前往月球，兩人再次成為了同伴，並參加了傳說連賽。在結局時拯救了遇上危險的維奧莉特。

### 其他角色
總一．鮎川（CV：广濑正志）
美雪的祖父，BF技師，更是BF的開發者之一。以前芍詹德和楊也是他的助手。非常好酒，喜歡「大」的東西。被蘇拉修稱為「總先生」。一直照顧著年幼時就失去父親的美雪。
阿蘿拉．史凱佛羅姆（CV：藤村步）
弗蘿拉的姊姊，是尉藍王國王室的大公主，支持弗蘿拉逃出皇宮的行動，經常擔心父皇，而且不停勸導他真正應該做的事件。
婆婆（CV：小林美奈）
阿蘿拉的頭飾寵物，是有著婆婆頭，蝴蝶身體的寵物，是爺爺的妻子，平日是停留在阿蘿拉的的胸口上。
芍詹德（CV：大浦冬華）
美雪在UNDERGROUND時碰到的女性科學家，以前是總一的助手。之後與楊一起密謀以「傳說子彈」毀減月球，最後以失敗告終。
普萊斯（CV：藤原啓治）
在UNDERGROUND生活的一級罪犯，以前砍斷了冰人的左手和左腳。其後被楊收買而密謀殺害丹，最後被冰人擊敗。

## 本作术语
大腳(Big Foot)
為本作的軸心載具，是一種軀幹、頭部皆為一般車輛的人型機械。
設計上的理念並不是讓人「駕駛」，而是讓人成為巨人，並且發揮出礦石「ULTIMATIUM」的力量，從而創造傳說。
BFB(Big Foot Basket)
使用大腳進行的籃球運動，以男主角的BFB破壞活動為開端，反而在市民間逐漸引起了一股風潮。
頭飾寵物
這個星球中特有，能夠理解人類，並且變為主人裝飾品的寵物，雖名為頭飾寵物但並不一定只能變成頭飾。
傳說
這個世界的神話中，認為世界是由眾神的籃球比賽中創造的，而能使出眾神之球‧帶有閃電之球者即被視為最接近神的救世主。

## 製作人員
- 原作：河森正治、托马斯·罗曼（英语：Thomas Romain）、SATELIGHT
- 企画：佐藤道明（SATELIGHT）・古川陽子
- 系列構成：佐藤龍雄
- 角色設計：吉松孝博、SUEZEN、添田和弘（日语：そえたかずひろ）
- 機械・概念構想・美術監督：托马斯·罗曼
- CGI導演：原田丈
- 色彩設計：久保木裕一
- 攝影監督：中西康祐
- 音響監督：明田川仁
- 音樂：Audio Highs、吉川慶
- 運動鞋設計協助：NIKE
- 製作人：島村和明・高畑裕一郎・横山真二郎・丸山博雄（毎日放送）
- 副製作人：岩本昌子・笹田直樹・前田俊博
- 動畫製作：SATELIGHT
- 原案：河森正治
- 導演：板垣伸(至10話止)、佐藤英一（日语：佐藤英一）(10話起)
- 製作：BASQUASH!製作委員会（波丽佳音、SATELIGHT、電通、角川書店）、毎日放送

## 主題曲
片頭曲「nO limiT」（第1話-第13話）
作詞：KK、藤末樹、作曲：藤末樹、編曲：草野よしひろ、歌：エクリップス(CV:早見沙織．中島愛．戶松遙)
OP1總共有三個版本，2、4、5各在某些畫面作修改，12話中則是刪減版。
片頭曲「僕が僕のまま」（第14話-第26話）
作詞：MARU、作曲・編曲：深、歌：THE SPIN
OP2總共有兩個版本，納比登場後在某些畫面作了修改。
片尾曲「free」（第1話-第12話）
作詞．作曲．編曲：STY、歌：山田優
片尾曲「Running On」 （第13話）
作詞：三浦誠司、作曲：藤末樹、編曲：奥本亮、歌：エクリップス（早見沙織・中島愛・戸松遥）
片尾曲「二人の約束」（第14話-第23話、第25話-第26話）
作詞：瀬名恵、作曲：藤末樹、編曲：草野よしひろ、歌：エクリップス（早見沙織・中島愛・戸松遥）
20話起原本片尾中背景螢幕使用的影像從OP1和第九集的Eclipse演唱兼用卡改成了三人的3D舞者。
片尾曲「ホシワタリ」（第24話）
作詞：瀬名恵、作曲：藤末樹・YUMIKO、編曲：コーニッシュ、歌：シトロン（中島愛）
插曲「moon passport」（第1、2、9、16話）
作詞：Funta7・KK、作曲：Funta3、編曲：Funta7、歌：エクリップス（戸松遥、中島愛、早見沙織）
第1、2話版本由ヴィオレット（早見沙織）獨唱。
插曲「UNDERGROUND」（第8、13、18話）
作詞：下町兄弟、作曲：長谷部徹、編曲：EQ、RAP：下町兄弟、歌：Ko-saku
插曲「Running on」（第9、13、21話）
作詞：三浦誠司、作曲：藤末樹、編曲：奥本亮、歌：エクリップス（早見沙織・中島愛・戸松遥）
插曲「ホシワタリ」（第24、25話）
作詞：瀬名恵、作曲：藤末樹・YUMIKO、編曲：コーニッシュ、歌：シトロン（中島愛）
插曲「After The Heart Rain」（第26話）
作詞:三浦誠司、作曲:津波幸平、編曲:藤澤健至、歌：シトロン（中島愛）

## 各話標題
除了12集的兩話外，前13集中每一集的標題是在OP的前奏中出現。
第14話起改在片頭結束後出現，第21話起則是片頭前出現。
| 話數 | 日文標題 | 英文直翻               | 中文標題               | 劇本     | 分鏡                              | 演出              | 作畫監督                                         | 篇名       |
| ---- | -------- | ---------------------- | ---------------------- | -------- | --------------------------------- | ----------------- | ------------------------------------------------ | ---------- |
| 1    |          | I Am Legend            | 我是傳奇               | 佐藤龍雄 | 板垣伸                            | 三浦和也          | 渡邊敦子                                         | 羅林鎮篇   |
| 2    |          | Legend is Dead         | 傳奇已死               | 佐藤龍雄 | 板垣伸                            | 政木伸一          | 向山祐治                                         | 羅林鎮篇   |
| 3    |          | Destroy, Destroy       | 破壞、破壞             | 佐藤龍雄 | 板垣伸                            | 平井義通          | 田中春香                                         | 羅林鎮篇   |
| 4    |          | Three Way Free Fight   | 三重奏、自由戰鬥       | 佐藤龍雄 | 板垣伸                            | 古川政美          | 藤田正幸                                         | 羅林鎮篇   |
| 5    |          | BASQUASH!              | BASQUASH!              | 佐藤龍雄 | 板垣伸                            | 北川正人          | 山本徑子                                         | 羅林鎮篇   |
| 6    |          | Saint Has Come         | 聖人來也               | 佐藤龍雄 | 今掛勇                            | 山田徹            | 向山祐治                                         | 羅林鎮篇   |
| 7    |          | Within out off         | Within out off         | 佐藤龍雄 | 板垣伸                            | 高橋正典          | 長坂寬治                                         | 羅林鎮篇   |
| 8    |          | Pass of Truth          | 轉達真實               | 江夏由結 | 政木伸一                          | 政木伸一          | 仲田美歩                                         | 巡迴篇     |
| 9    |          | Idol Attack!           | 偶像攻擊!              | 柿原優子 | 板垣伸                            | 平井義通 高橋正典 | 平田雄三 Shin hyong woo 草刈大介                 | 巡迴篇     |
| 10   |          | Nonstop, Jump Stop     | Nonstop, Jump Stop     | 柿原優子 | 今掛勇                            | 太田雅彥          | 藤田正幸                                         | 巡迴篇     |
| 11   |          | In the Night Before    | 在夜晚來臨前           | 江夏由結 | 板垣伸                            | 北川正人          | Lee Jae Won                                      | 巡迴篇     |
| 12-1 |          | League, League, League | League, League, League | SUEZEN   | SUEZEN                            | SUEZEN            | SUEZEN                                           | 巡迴篇     |
| 12-2 |          | Secondary Break        | 中場休息               | 佐藤龍雄 | 橋本裕之                          | 橋本裕之          | 田中春香                                         | 巡迴篇     |
| 13   |          | See You on the Moon    | 月球上再會             | 柿原優子 | 大川原保豪 板垣伸                 | 山田徹            | 向山祐治 藤田正幸 和田伸一 仲田美歩 佐久間健     | 巡迴篇     |
| 14   |          | Splash Dash Crash      | Splash Dash Crash      | 江夏由結 | 今掛勇                            | 原博              | 長坂寛治 Shin hyong woo                          | 巡迴篇     |
| 15   |          | RUN AND CANNON         | RUN AND CANNON         | 佐藤龍雄 | 政木伸一                          | 政木伸一          | 仲田美歩 向山祐治 Kim Yi Sung                    | 巡迴篇     |
| 16   |          | UNDERGROUND            | 地下                   | 佐藤龍雄 | 楠本巨樹                          | 北川正人          | 仲田美歩 桜井司 Lee Jae Won                      | 地下篇     |
| 17   |          | Giant Step             | 巨人之步               | 森田繁   | 三浦和也                          | 橋本裕之 山田徹   | 藤田正幸                                         | 地下篇     |
| 18   |          | Memory of You          | 你的記憶               | 森田繁   | 大橋譽志光                        | 太田雅彦          | Shin hyong woo                                   | 地下篇     |
| 19-1 |          | Turn Over              | 比賽結束               | 佐藤龍雄 | 高橋正典                          | 高橋正典          | 青鉢芳信                                         | 地下篇     |
| 19-2 |          | Coco Report            | 可可的報導             | 佐藤龍雄 | 高橋正典                          | 高橋正典          | 青鉢芳信                                         | 地下篇     |
| 20   |          | Fit in Break           | Fit in Break           | 森田繁   | 三浦和也                          | 山田徹            | 向山祐治 Seo Jung Duk                            | 傳說聯盟篇 |
| 21   |          | Total Eclipse          | 全面日食               | 筆安一幸 | 今掛勇 原田マリ                   | 政木伸一          | 仲田美歩                                         | 傳說聯盟篇 |
| 22   |          | Clutch Shot            | Clutch Shot            | 柿原優子 | 三浦和也                          | 浅利藤彰          | 屋幸之 杉本研太郎                                | 傳說聯盟篇 |
| 23   |          | Cause Slash Said So    | Cause Slash Said So    |          | 平井義通 楠本巨樹                 | 山崎茂            | 酒井智史 才木康寬 都竹隆治                       | 傳說聯盟篇 |
| 24   |          | Who Are You?           | 你是誰？               | 佐藤龍雄 | 今掛勇                            | 山田徹            | 藤田正幸 Seo Jung Dnk                            | 傳說聯盟篇 |
| 25   |          | Above the Rimb         | 在天體之上             | 佐藤龍雄 | 三浦和也                          | 三浦和也          | 志賀道憲 桜井司                                  | 傳說聯盟篇 |
| END  |          | Free                   | 自由                   | 佐藤龍雄 | 楠本巨樹 原博 大川原保豪 佐藤英一 | 原博 大川原保豪   | Shin Hyung Woo 長坂寛治 向山祐治 仲田美歩 桜井司 | 傳說聯盟篇 |

| 日本 MBS 星期四25:25-25:55節目 | 日本 MBS 星期四25:25-25:55節目 | 日本 MBS 星期四25:25-25:55節目 |
| ------------------------------ | ------------------------------ | ------------------------------ |
|                                | BASQUASH!                      |                                |
| 黑執事                         | 黑之契約者 -流星的雙子-        |                                |

## 外部連結
- （日語）官方網站（页面存档备份，存于）
- （日語）官方網站(MBS)（页面存档备份，存于）